# Esgrima em cadeira de rodas nos Jogos Paralímpicos de Verão de 2016
As competições de esgrima em cadeira de rodas nos Jogos Paralímpicos de Verão de 2016 serão disputadas entre 12 e 16 de setembro na Arena Carioca 1, no Rio de Janeiro, Brasil. Os atletas que disputarão a esgrima possuem algum tipo de deficiência física.

## Qualificação
Os atletas são divididos de acordo com a sua deficiência. Isto permite que os atletas compitam com outros atletas que tenham um nível semelhante da deficiência. A esgrima tem duas classes, A e B, dois sexos e três armas, espada, florete e sabre.

## Medalhistas

### Masculino
| Evento                       | Ouro | Prata | Bronze |
| ---------------------------- | ---- | ----- | ------ |
| Espada A (Detalhes)          |      |       |        |
| Espada B (Detalhes)          |      |       |        |
| Florete A (Detalhes)         |      |       |        |
| Florete B (Detalhes)         |      |       |        |
| Sabre A (Detalhes)           |      |       |        |
| Sabre B (Detalhes)           |      |       |        |
| Espada em equipe (Detalhes)  |      |       |        |
| Florete em equipe (Detalhes) |      |       |        |

### Feminino
| Evento                       | Ouro | Prata | Bronze |
| ---------------------------- | ---- | ----- | ------ |
| Espada A (Detalhes)          |      |       |        |
| Espada B (Detalhes)          |      |       |        |
| Florete A (Detalhes)         |      |       |        |
| Florete B (Detalhes)         |      |       |        |
| Espada em equipe (Detalhes)  |      |       |        |
| Florete em equipe (Detalhes) |      |       |        |

Legenda
| Recorde mundial      | Recorde mundial (World record)               |                       | Recorde africano                      | Recorde africano (African) |                                           | Q | Classificado por posição (Qualified) |
| Recorde paralímpico  | Recorde paralímpico (Paralympic record)      | Recorde da América    | Recorde da América (Americas)         | q                          | Classificado por melhor tempo (Qualified) |   |                                      |
| Melhor marca do ano  | Melhor marca do ano (World leading)          | Recorde asiático      | Recorde asiático (Asian)              | DNS                        | Não largou (Did not start)                |   |                                      |
| Recorde nacional     | Recorde nacional (National record)           | Recorde europeu       | Recorde europeu (European)            | DNF                        | Não terminou (Did not finish)             |   |                                      |
| Recorde pessoal      | Recorde pessoal do atleta (Personal best)    | Recorde da Oceania    | Recorde da Oceania (Oceania)          | DSQ / DQ                   | Desclassificado (Disqualified)            |   |                                      |
| Recorde da temporada | Recorde da temporada do atleta (Season best) | Recorde sul-americano | Recorde sul-americano (South America) | NM                         | Sem marca (No mark)                       |   |                                      |